# World Games 2017/Teilnehmer (Türkei)
| Gelbes Symbol für Goldmedaillen mit stilisierten Olympischen Ringen | Graues Symbol für Silbermedaillen mit stilisierten Olympischen Ringen | Braundes Symbol für Bronzemedaillen mit stilisierten Olympischen Ringen |
| ------------------------------------------------------------------- | --------------------------------------------------------------------- | ----------------------------------------------------------------------- |
| 1                                                                   | 2                                                                     | 3                                                                       |

Die Türkei nahm in Breslau an den World Games 2017 teil. Die türkische Delegation bestand aus 13 Athleten.

## Medaillengewinner

### Gold
| Name      | Sportart  | Wettkampf |
| --------- | --------- | --------- |
| Ali Dogan | Muay Thai | 81 kg     |

### Silber
| Name          | Sportart  | Wettkampf |
| ------------- | --------- | --------- |
| Seda Aygün    | Kickboxen | K1 56 kg  |
| Hamdi Saygili | Kickboxen | K1 +91 kg |

### Bronze
| Name          | Sportart  | Wettkampf    |
| ------------- | --------- | ------------ |
| Meltem Bas    | Muay Thai | 54 kg        |
| Serap Özçelik | Karate    | Kumite 50 kg |
| Ugur Aktas    | Karate    | Kumite 84 kg |

## Teilnehmer nach Sportarten

### Billard
| Athleten  | Wettbewerb | Achtelfinale | Achtelfinale | Viertelfinale | Viertelfinale | Halbfinale    | Halbfinale    | Finale / Platz 3 | Finale / Platz 3 | Rang          |
| Athleten  | Wettbewerb | Gegner       | Ergebnis     | Gegner        | Ergebnis      | Gegner        | Ergebnis      | Gegner           | Ergebnis         | Rang          |
| --------- | ---------- | ------------ | ------------ | ------------- | ------------- | ------------- | ------------- | ---------------- | ---------------- | ------------- |
| Männer    |            |              |              |               |               |               |               |                  |                  |               |
| Can Capak | Dreiband   | Eddy Leppens | 27:40        | ausgeschieden | ausgeschieden | ausgeschieden | ausgeschieden | ausgeschieden    | ausgeschieden    | ausgeschieden |

### Boules
| Athleten                   | Wettbewerb             | Qualifikation                     | Qualifikation | Halbfinale    | Halbfinale    | Finale           | Finale           | Rang          |
| Athleten                   | Wettbewerb             | Punkte                            | Rang          | Gegner        | Ergebnis      | Punkte           | Rang             | Rang          |
| -------------------------- | ---------------------- | --------------------------------- | ------------- | ------------- | ------------- | ---------------- | ---------------- | ------------- |
| Frauen                     |                        |                                   |               |               |               |                  |                  |               |
| Melike Boz                 | Präzisions-Schießspiel | 13                                | 7             | –             | –             | ausgeschieden    | ausgeschieden    | ausgeschieden |
| Necla Şahin                | Schießspiel            | 64                                | 5             | abgesagt      | abgesagt      | abgesagt         | abgesagt         | 5             |
| Athleten                   | Wettbewerb             | Vorrunde                          | Vorrunde      | Halbfinale    | Halbfinale    | Finale / Platz 3 | Finale / Platz 3 | Rang          |
| Athleten                   | Wettbewerb             | Gegner                            | Ergebnis      | Gegner        | Ergebnis      | Gegner           | Ergebnis         | Rang          |
| Vildan Tuncer              | Raffa Einzel           | abgesagt                          | abgesagt      | abgesagt      | abgesagt      | abgesagt         | abgesagt         | abgesagt      |
| Vildan Tuncer Derya Gündüz | Raffa Doppel           | Enrico Dall’Olmo / Jacopo Frisoni | 12:2          | ausgeschieden | ausgeschieden | ausgeschieden    | ausgeschieden    | ausgeschieden |
| Vildan Tuncer Derya Gündüz | Raffa Doppel           | Ana Martins / Noeli Dalla Corte   | 1:12          | ausgeschieden | ausgeschieden | ausgeschieden    | ausgeschieden    | ausgeschieden |
| Vildan Tuncer Derya Gündüz | Raffa Doppel           | Marina Braconi / Elisa Luccarini  | 4:12          | ausgeschieden | ausgeschieden | ausgeschieden    | ausgeschieden    | ausgeschieden |

### Karate
| Athleten      | Wettbewerb   | Vorrunde       | Vorrunde | Vorrunde           | Vorrunde | Vorrunde       | Vorrunde | Halbfinale    | Halbfinale | Finale / Platz 3     | Finale / Platz 3 | Rang   |
| Athleten      | Wettbewerb   | Gegner         | Ergebnis | Gegner             | Ergebnis | Gegner         | Ergebnis | Gegner        | Ergebnis   | Gegner               | Ergebnis         | Rang   |
| ------------- | ------------ | -------------- | -------- | ------------------ | -------- | -------------- | -------- | ------------- | ---------- | -------------------- | ---------------- | ------ |
| Frauen        |              |                |          |                    |          |                |          |               |            |                      |                  |        |
| Serap Özçelik | Kumite 84 kg | Kateryna Kryva | 0:0      | Alexandra Recchia  | 0:0      | Bettina Plank  | 2:0      | Miho Miyahara | 0:4        | Magdalena Nowakowska | 2:0              | Bronze |
| Männer        |              |                |          |                    |          |                |          |               |            |                      |                  |        |
| Ugur Aktas    | Kumite 84 kg | Kevyn Pognon   | 5:2      | Zabiollah Poorshab | 0:1      | Gogita Arkania | 1:0      | Ryutaro Araga | 1:6        | Kamil Warda          | 6:1              | Bronze |

### Kickboxen
| Athleten      | Wettbewerb | Viertelfinale                | Viertelfinale       | Halbfinale       | Halbfinale          | Finale / Platz 3 | Finale / Platz 3 | Rang          |
| Athleten      | Wettbewerb | Gegner                       | Ergebnis            | Gegner           | Ergebnis            | Gegner           | Ergebnis         | Rang          |
| ------------- | ---------- | ---------------------------- | ------------------- | ---------------- | ------------------- | ---------------- | ---------------- | ------------- |
| Frauen        |            |                              |                     |                  |                     |                  |                  |               |
| Seda Aygün    | K1 56 kg   | Fatemeh Alizadehsharafshadeh | 3:0                 | Christin Fiedler | 2:1                 | Sandra Maskova   | 0:3              | Silber        |
| Männer        |            |                              |                     |                  |                     |                  |                  |               |
| Burak Eymur   | K1 67 kg   | Wojciech Kazieczko           | 0:3                 | ausgeschieden    | ausgeschieden       | ausgeschieden    | ausgeschieden    | ausgeschieden |
| Hamdi Saygili | K1 +91 kg  | Mohamed Darkaoui             | Sieg durch Walkover | Michal Turynski  | Sieg durch Walkover | Guto Inocente    | 0:3              | Silber        |

### Muay Thai
| Athleten      | Wettbewerb | Viertelfinale   | Viertelfinale | Halbfinale        | Halbfinale    | Finale            | Finale        | Rang          |
| Athleten      | Wettbewerb | Gegner          | Ergebnis      | Gegner            | Ergebnis      | Gegner            | Ergebnis      | Rang          |
| ------------- | ---------- | --------------- | ------------- | ----------------- | ------------- | ----------------- | ------------- | ------------- |
| Frauen        |            |                 |               |                   |               |                   |               |               |
| Meltem Bas    | 54 kg      | Janice Lyn      | 30:27         | Valeriya Drozdova | 27:30         | Tristana Tola     | 30:27         | Bronze        |
| Männer        |            |                 |               |                   |               |                   |               |               |
| Ali Dogan     | 81 kg      | Mohammad Salama | 27:30         | Rafal Korczak     | 30:26         | Constantino Nanga | 29:28         | Gold          |
| Serdar Eroglu | 91 kg      | Jakub Klauda    | 27:30         | ausgeschieden     | ausgeschieden | ausgeschieden     | ausgeschieden | ausgeschieden |